# 楽譜検定
楽譜検定（がくふけんてい）は、楽譜に関する知識について、その習熟度を認定する日本の検定試験である。

## 概要
楽譜に関する知識についての習熟度を認定する検定試験で、公益財団法人日本音楽教育文化振興会によって実施される。その習熟度によって級が付与され、初学者向けの「10級」から、上級者向けの「2級」までのグレードがある。
受験資格は特になく、試験方式はオンライン上で実施されるためいつでも受験が可能であるが、2020年8月現在では受験が出来なくなっている。

## 級と受験料
楽譜検定では受験する級により受験料が変わる。
受験料は以下の通り。
| 級   | 金額    |
| ---- | ------- |
| 10級 | 無料    |
| 9級  | 無料    |
| 8級  | 無料    |
| 7級  | 500円   |
| 6級  | 500円   |
| 5級  | 500円   |
| 4級  | 1,000円 |
| 3級  | 1,500円 |
| 2級  | 1,200円 |